# Universidade de Sancti Spíritus "José Martí Pérez"
A Universidade de Sancti Spíritus "José Martí Pérez" (espanhol: Universidad de Sancti Spíritus "José Martí Pérez", UNISS) é uma universidade localizada em Sancti Spíritus, Cuba. Foi fundada em 1976 e está organizada em quatro faculdades.[carece de fontes?]

## Organização
Estas são as quatro faculdades em que a universidade está dividida.
- Faculdade de Engenharia
- Faculdade de Contabilidade e Finanças
- Faculdade de Agricultura
- Faculdade de ciências humanas